# ペンシルベニア大学 医学大学院
ペンシルベニア大学 医学大学院（英語：University of Pennsylvania School of Medicine、通称：Penn Med（ペン メッド））は、ペンシルベニア州、フィラデルフィアのユニバーシティシティに位置するペンシルベニア大学の医学大学院。アメリカで最初の医学部として1765年に設立された。医師養成のためのメディカルスクールと研究者養成のための大学院を合わせ持つ。2012年のUSニューズ&ワールド・レポートランキングでは、医学研究分野で第2位。 14年連続でトップ5入りをしており、世界のトップメディカルスクールの一つとして広く認められている。2007年度は、医学大学院だけでアメリカ国立衛生研究所からの約4億ドルを含む、5億5000万ドル以上の研究費が与えられており、これは研究費として全米で第2位の額である。

## 歴史
1765年にスコットランドのエディンバラ大学のジョン・モーガンらによって、フィラデルフィアのセンターシティに設立された。北米で最初の医学部であり、モーガンらの出身校である、エディンバラ大学の医学部をモデルにしたと言われている。2011年にペレルマン夫妻から2億2千5百万ドルの寄付金を受け取り、レイモンド・ルース　ペレルマン　ペンシルベニア大学 医学大学院（Raymond and Ruth Perelman School of Medicine at the University of Pennsylvania）に改名した。この寄付金の額は、単一の寄付においてはペンシルベニア大学史上最大、また医学部を名付ける寄付金としては全米史上最大のものである。

## キャンパス

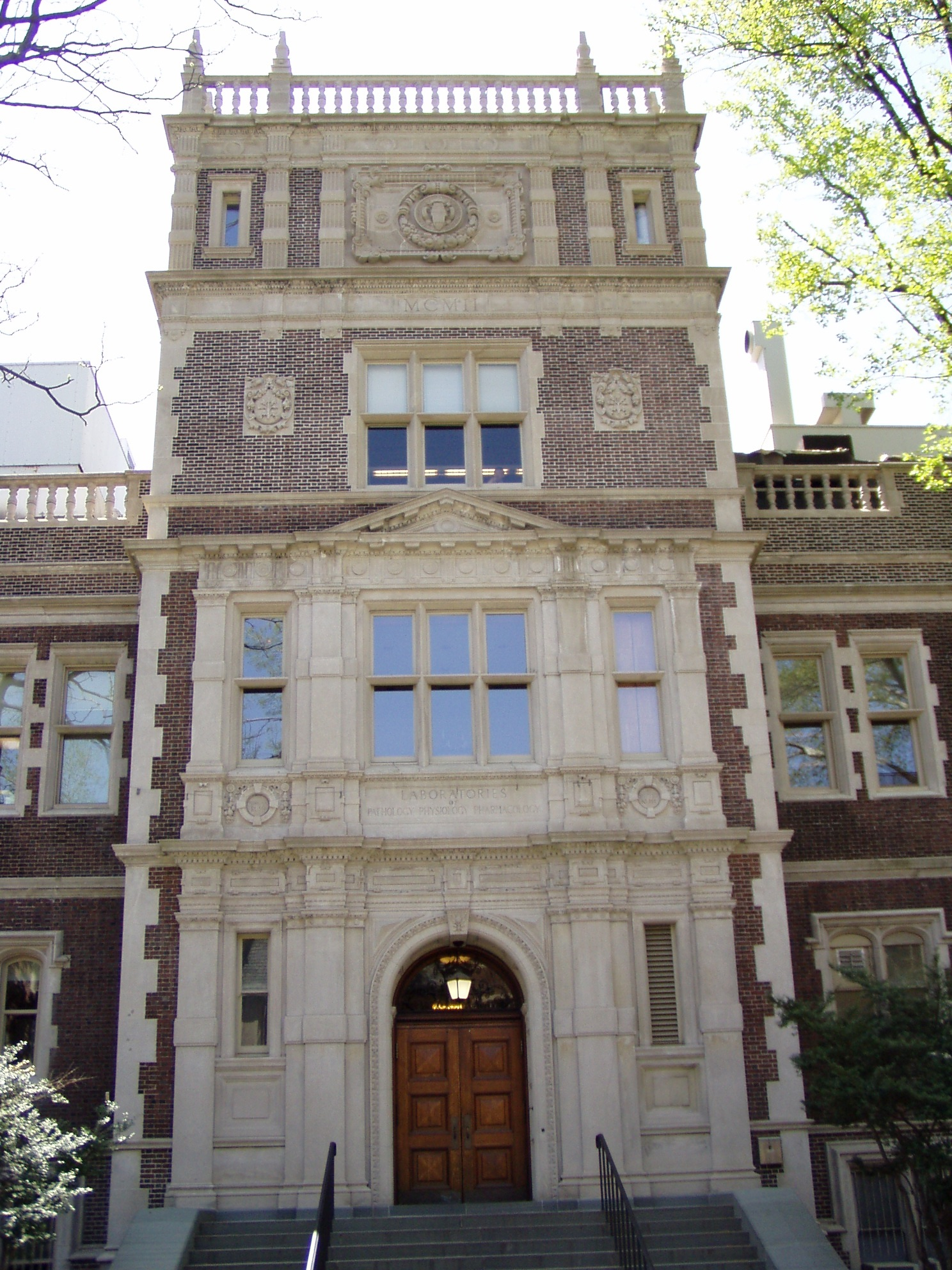
ジョン・モーガン・ホール

1870年にセンターシティーにあったキャンパスを閉め、現在のユニバーシティーシティーに移転した。アメリカ初の大学病院であるペンシルベニア大学病院やアメリカ初の病院であるペンシルベニア病院などが付属病院として存在する。また、アメリカ初の小児病院であるフィラデルフィア小児病院も隣接しており、同病院の小児科医はペンシルベニア大学の小児科の医者としても機能している。大学病院や研究棟等全てが同じキャンパス内にある。

## メディカルスクール（MD プログラム）
基本的に4年のプログラムで、卒業時にMDの学位が与えられる。柔軟性の高いカリキュラムを採用しており、希望者は同大学内の他の大学院のプログラム（例：ウォートン・スクールのMBA）を通して、MDと他の学位のデュアルディグリーをとれる。

## 生物医学大学院（Biomedical Graduate Studies）
生物医学大学院は以下の7つのプログラムから成り立っており、約700名のPhD学生が在籍している。
- Biochemistry & Molecular Biophysics (BMB)
- Cell & Molecular Biology (CAMB) CAMBはさらに以下の6つのプログラムに分かれている： Cell Biology & Physiology (CBP), Cell Growth & Cancer (CGC), Developmental Biology (DB), Gene Therapy (GT), Genetics & Gene Regulation (GGR), Microbiology, Virology, and Parasitology (MVP)
- Epidemiology & Biostatistics (EPID/BSTA)
- Genomics & Computational Biology (GCB)
- Immunology (IGG)
- Neuroscience (NGG)
- Pharmacological Science (PGG)

## 設置学科
基礎研究分野の学科と臨床分野の学科を合わせ約30の学科が存在する。

## センターと研究所
大学院内は35以上の主なセンターと研究所が存在する。

## 関連病院
- ペンシルベニア大学病院 - アメリカ初の大学病院
- ペンシルベニア病院 - アメリカ初の病院
- フィラデルフィア小児病院 - アメリカ初の小児病院。小児病院として全米第一位。[8] 同校大学院と多くの共同研究が行われている。
- Penn Presbyterian Medical Center

## 参照
1. ↑  http://grad-schools.usnews.rankingsandreviews.com/best-graduate-schools/top-medical-schools/research-rankings
2. ↑  2012年ランキング第2位
3. ↑  研究概要
4. ↑  Penn Gets $225 Million for Its School of Medicine
5. ↑  Penn News Raymond and Ruth Perelman Donate $225 Million to the University of Pennsylvania’s School of Medicine
6. ↑  カリキュラム
7. ↑  BGSについて
8. ↑  "Best Children's Hospitals: General Pediatrics" U.S. News & World Report, Accessed October 5, 2008.
9. ↑  MD/MBA プログラム